# Dymasius maculatus
Dymasius maculatus là một loài bọ cánh cứng trong họ Cerambycidae.